# Ива Вртарић
Ива Вртарић (Београд, 7. децембар 1982) српска је списатељица. Популарност је стекла својим првим путописним аутобиографским романом Параноја у Њу Делхију, издавачке куће ЛОМ. Књига се нашла у ширем избору за НИН-ову награду за 2016. годину. Роман је преведен на енглески језик.